# Alberto Moreno
Alberto Moreno Pérez (* 5. Juli 1992 in Sevilla) ist ein spanischer Fußballspieler, welcher seit 2024 beim italienischen Erstligisten Como 1907 unter Vertrag steht.

## Vereinskarriere

### FC Sevilla
Moreno begann seine Karriere als Fußballer beim FC Sevilla in seinen Heimatort und stieg 2011 aus der Jugend zur zweiten Mannschaft von Sevilla, welche Sevilla Atlético genannt wird und in der Segunda División B, auf.
Am 8. April 2012 durfte er bei der 0:1-Niederlage gegen Athletic Bilbao sein Debüt in der La Liga feiern, als er in der 78. Minute für Manu del Moral eingewechselt wurde und im Februar 2013 stieg er von der zweiten Mannschaft vollständig in die erste Mannschaft.
Am 4. Oktober 2013 verlängerte Moreno seinen Vertrag beim FC Sevilla bis 2018. Am 20. Oktober 2013 konnte er sein erstes Ligator für Sevilla erzielen, als er das zwischenzeitliche 2:0 gegen Real Valladolid erzielte. Das Spiel endete 2:2.
Beim 4:1-Sieg im Qualifikationsrunden-Hinspiele debütierte Moreno international für den FC Sevilla in der UEFA Europa League. Mit weiteren elf Einsätzen hatte er Anteil am Gewinn der UEFA Europa League 2013/14.

### FC Liverpool
Am 16. August 2014 gab der FC Liverpool bekannt, dass Moreno bei ihnen einen Vertrag unterschrieben hat. Neun Tage später debütierte er für FC Liverpool und in der Liga bei der 1:3-Niederlage gegen Manchester City. Am 31. Oktober 2014 erzielte er den 3:0-Endstand im Liga-Spiel gegen Tottenham Hotspur und konnte damit seine Torpremiere für Liverpool bejubeln.
Im Juli 2024 wechselte er nach fünf Jahren beim FC Villarreal zum Serie-A-Aufsteiger Como 1907.

## Nationalmannschaftskarriere
Moreno gewann mit der spanischen U-21-Nationalmannschaft die U-21-Fußball-Europameisterschaft 2013 in Israel. Zudem wurde er ins Allstar-Team des Turniers gewählt. Für die A-Nationalmannschaft debütierte er am 15. Oktober 2013, beim 2:0-Erfolg über Georgien spielte Moreno über 90 Minuten. Er gehörte zudem auch zu den vorläufigen 30-Mann-Aufgebot von Vicente del Bosque für die FIFA-Weltmeisterschaft 2014 in Brasilien an. Er gehörte dann wie auch sechs andere Spieler nicht zum 23-Mann-Aufgebot, welches die Weltmeisterschaft in Brasilien bestritt. Letztmals stand Moreno im November 2017 im spanischen Kader.

## Erfolge/Auszeichnungen
- U-21-Europameister 2013
- Aufnahme in das Allstar-Team der U-21-Fußball-Europameisterschaft 2013
- Europa-League-Sieger: 2013/14, 2020/21
- Champions-League-Sieger: 2018/19